# Melanophthalma angulata
Melanophthalma angulata é uma espécie de insetos coleópteros polífagos pertencente à família Latridiidae.
A autoridade científica da espécie é Wollaston, tendo sido descrita no ano de 1864.
Trata-se de uma espécie presente no território português.